# Народный комиссариат иностранных дел СССР
Наро́дный комиссариа́т иностра́нных дел СССР (НКИД СССР или Наркоминдел) — государственный орган СССР, ответственный за проведение внешней политики Советского государства в 1923—1946 гг.

## История
Вторая сессия ЦИК СССР одобрила 6 июля 1923 года Конституцию СССР и ввела его в действие; согласно её статьям 49 и 51 был образован общесоюзный Народный комиссариат по иностранным делам СССР.
12 ноября 1923 года 4-я сессия ЦИК СССР утвердила новое положение о НКИД СССР. Наркоминделы союзных республик и их представительства за рубежом были ликвидированы. Одновременно в союзных республиках были созданы Управления уполномоченных НКИД СССР.
В 1923—1925 годах главой Управления уполномоченного НКИД СССР при СНК РСФСР был Виктор Леонтьевич Копп, а в 1925—1927 годах — Семён Иванович Аралов.
В начале 30-х годов наступила вторая полоса признания Советского государства, когда были установлены дипломатические отношения с Испанией, США, Болгарией, Венгрией, Албанией, Румынией, Чехословакией, Бельгией, Люксембургом, Колумбией.
В декабре 1936 года в соответствии с вновь принятой Конституцией 1936 года НКИД изменил название. Он стал называться Наркомат иностранных дел СССР, а не по иностранным делам, как было раньше.
В 1944 году НКИД СССР был преобразован из союзного в союзно-республиканский, и были восстановлены Народные комиссариаты иностранных дел союзных республик.
В 1946 году НКИД СССР был преобразован в Министерство иностранных дел СССР (МИД СССР).

## Руководство наркомата

### Народные комиссары СССР
| Народный комиссар            | Годы      |
| ---------------------------- | --------- |
| Троцкий, Лев Давидович       | 1917—1918 |
| Чичерин, Георгий Васильевич  | 1918—1930 |
| Литвинов, Максим Максимович  | 1930—1939 |
| Молотов, Вячеслав Михайлович | 1939—1946 |

### 1-е заместители
- 193?—1937 гг. — Крестинский Николай Николаевич
- 1937—1940 гг. — Потёмкин Владимир Петрович
- 1940—1946 гг. — Вышинский Андрей Януарьевич

## Знаки различия
После выхода Постановления СНК СССР «О введении форменной одежды дипломатических работников Народного Комиссариата Иностранных
Дел, Посольств и Миссий СССР за границей» 28.05.1943 г., вышел ведомственный Приказ по НКИД №213 от 7.10.1943 г. который предусматривал ношение новой униформы с 01.11.1943 г. Ранее существовала специальная дипломатическая униформа для торжественных случаев (как и во многих странах мира существует поныне). Принятая советская форменная одежда предполагалась для постоянного ношения (как и военная). Также была выпущена «Инструкция к правилам ношения форменной одежды», затем вышел в Приказе № 236 по МИД СССР 6.07.1948 г. список имевших право ношения парадной формы был расширен.
| Описание      | Знаки различия дипломатических работников Народного Комиссариата Иностранных Дел, Посольств и Миссий СССР за границей | Знаки различия дипломатических работников Народного Комиссариата Иностранных Дел, Посольств и Миссий СССР за границей | Знаки различия дипломатических работников Народного Комиссариата Иностранных Дел, Посольств и Миссий СССР за границей | Знаки различия дипломатических работников Народного Комиссариата Иностранных Дел, Посольств и Миссий СССР за границей | Знаки различия дипломатических работников Народного Комиссариата Иностранных Дел, Посольств и Миссий СССР за границей | Знаки различия дипломатических работников Народного Комиссариата Иностранных Дел, Посольств и Миссий СССР за границей | Знаки различия дипломатических работников Народного Комиссариата Иностранных Дел, Посольств и Миссий СССР за границей | Знаки различия дипломатических работников Народного Комиссариата Иностранных Дел, Посольств и Миссий СССР за границей | Знаки различия дипломатических работников Народного Комиссариата Иностранных Дел, Посольств и Миссий СССР за границей | Знаки различия дипломатических работников Народного Комиссариата Иностранных Дел, Посольств и Миссий СССР за границей | Знаки различия дипломатических работников Народного Комиссариата Иностранных Дел, Посольств и Миссий СССР за границей |                    |
| СССР · Погоны | | | | | | | | | | | |                    |
| ------------- | --- | --- | --- | --- | --- | --- | --- | --- | --- | --- | --- | ------------------ |
| Ранг          | Погон Народного комиссара иностранных дел СССР                                                                        | Чрезвычайный и Полномочный Посол                                                                                      | Чрезвычайный и Полномочный Посланник 1 класса                                                                         | Чрезвычайный и Полномочный Посланник 2 класса                                                                         | Советник 1 класса | Советник 2 класса | Первый секретарь 1 класса                                                                                             | Первый секретарь 2 класса                                                                                             | Второй секретарь 1 класса                                                                                             | Второй секретарь 2 класса                                                                                             | Третий секретарь | Атташе             |
| Примечание    | Отменены в 1954 г. | Отменены в 1954 г. | Отменены в 1954 г. | Отменены в 1954 г. | Отменены в 1954 г. | Отменены в 1954 г. | Отменены в 1954 г. | Отменены в 1954 г. | Отменены в 1954 г. | Отменены в 1954 г. | Отменены в 1954 г. | Отменены в 1954 г. |